# エンジェル駅
エンジェル駅（Angel Station）は、ロンドン地下鉄ノーザン線バンク支線の鉄道駅である。イズリントンの繁華街、エンジェルのIslington High Street (正式名称A1ロード）沿いに駅舎がある。トラベルカードのゾーンは1。
キングス・クロス・セント・パンクラス駅とオールド・ストリート駅との間にエンジェル駅は位置する。この区間、列車はロンドンのInner Ring Roadの直下を走る。列車はちょうど弧を描くようにキングス・クロス・セント・パンクラス駅からペントンビル・ロードに沿って緩やかに曲がりながらエンジェル駅を目指して北東に進む。エンジェル駅に到達したら今度はシティ・ストリート沿いにシティを目指し、曲線を描きながら南東に向かう。
また、エンジェル駅とオールド・ストリート駅の間にはCity Road Stationがあった (現在は廃止）。

## 概要
エンジェル駅は1901年、City & South London Railwayの拡張に伴いオープンした。当時のエンジェル駅はムーアゲート駅 から北へ拡張された路線の終着駅となっていた。パブの名前が由来となったロンドン地下鉄駅は5つあるが、エンジェル駅の名称も1638年には記録に登場する有名なパブ、"Angel Inn"に由来する。
ノーザン線の他の多くの駅と同様に、エンジェル駅も開業当初は島式ホームを用い、プラットホームへのアクセスにはリフトを利用していた。この島式ホームはホームが乗降客で過密になる事態生み出し、開業以来何年もの間、安全面での懸念材料になっていたが、過密問題が最終的に解決されるのは、1992年にエンジェル駅が完全にリニューアルされるまで待たなければならなかった。
1992年の大改修では北行きのプラットホームが新たに設置され、南行きのホームも開業当初使用していた幅9メートルのトンネルスペースを完全に占有する形で作り替えられた。現在の南行きホームがほとんどの駅のホームよりも広いのは、南・北行きの列車が発着していた島式ホームのスペースを南行きホームだけで利用しているためである（ホームの広さの違いはギャラリーを参照）。開業当初はTorrens StreetとCity Road の角にあったプラットホームへ降りるリフト乗降口も閉鎖され、Islington High Street沿いに新たに設置された。大改修によって、駅への新しいエントランスからプラットホームは遠くなり、急勾配のエスカレーターを二度乗り継がなければ辿り着けない。2つのエスカレーターのうち一つは西ヨーロッパで最も高低差があるエスカレーターで、高低差27.4メートル、長さが60メートルもある。

## 近隣
- N1 イズリントン (N1 Islington)：ショッピング・センター。
- カムデン・パッセージ (Camden Passage)：骨董店街[3]。水曜日と土曜日には骨董市も立つ。
- チャペル・マーケット (Chapel Market)：野菜・果物を扱う市 。火曜日〜日曜日開催。
- リトル・エンジェル劇場 (Little Angel Theatre)：人形劇専門劇場[4]。
- サドラーズウェルズ劇場 (Sadler's Wells Theatre)：300年以上の歴史を誇り、1500人を収容する劇場[5]。
- アルメイダ劇場 (Almeida Theatre)：1837年創立のスタジオ型劇場[6]。
- キングズ・ヘッド・シアター (The King's Head Theatre)：ロンドン初のパブ・シアター[7]。
- オールド・レッド・ライオン (The Old Red Lion, Islington): 第二級指定建造物に指定されているパブ及び劇場[8]。
- O2アカデミー・イズリントン (O2 Academy Islington)：800人収容のライブハウス[9]。
- ビジネス・デザイン・センター (Business Design Centre)：大規模展示会場[10]。

## ギャラリー

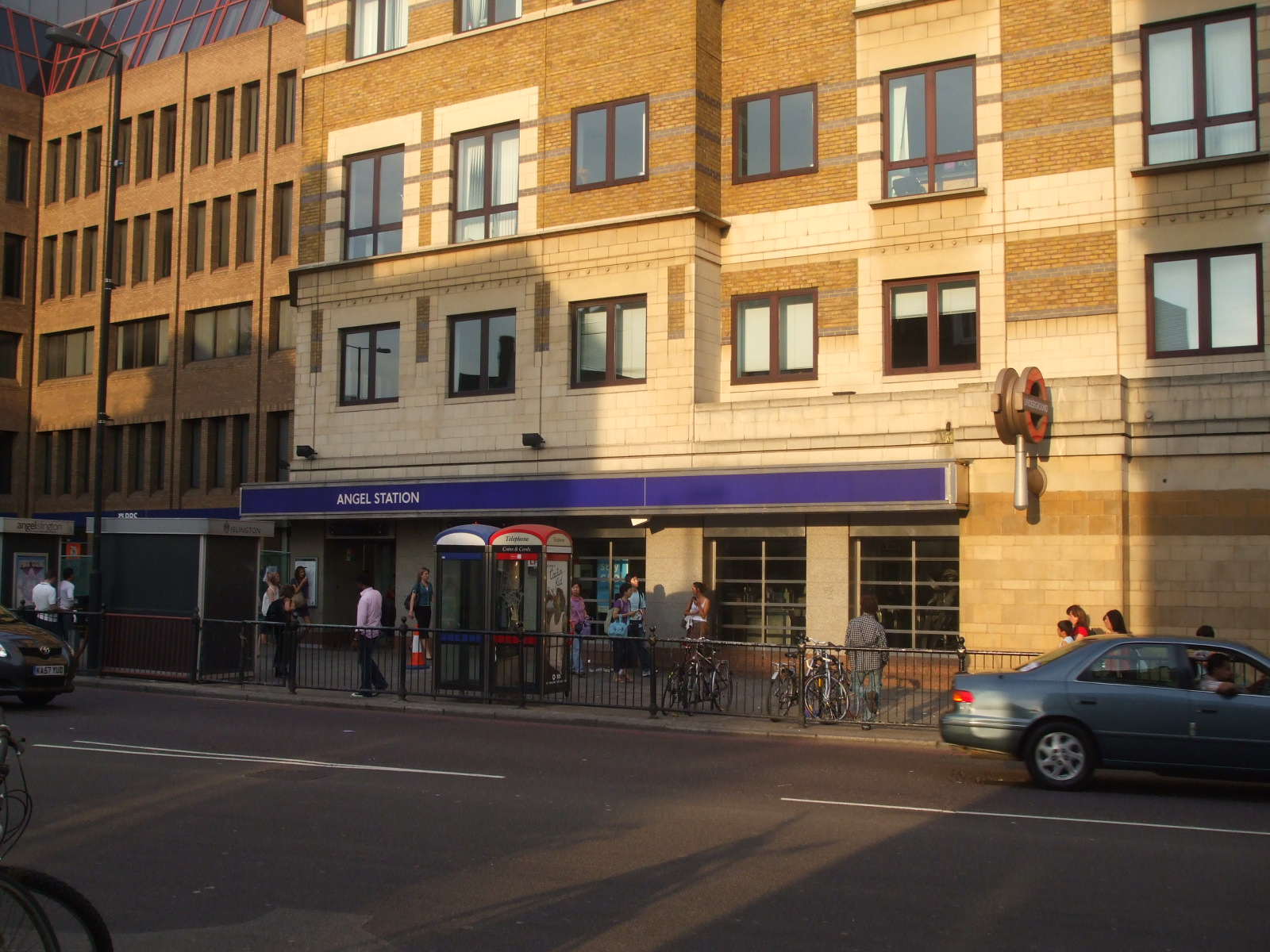
駅
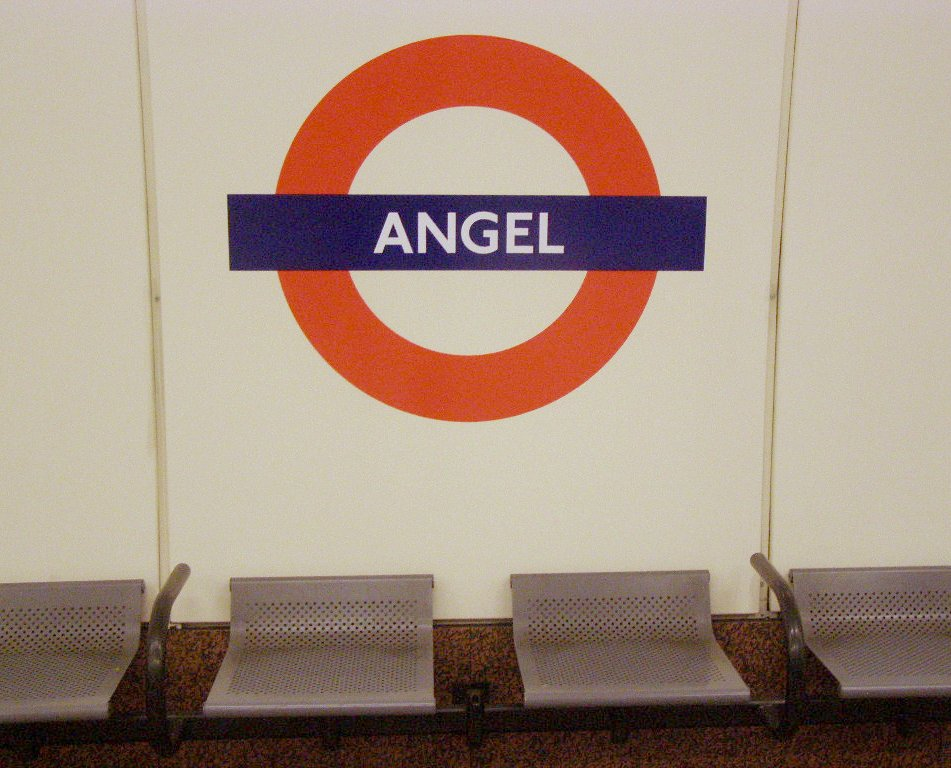
ロゴ
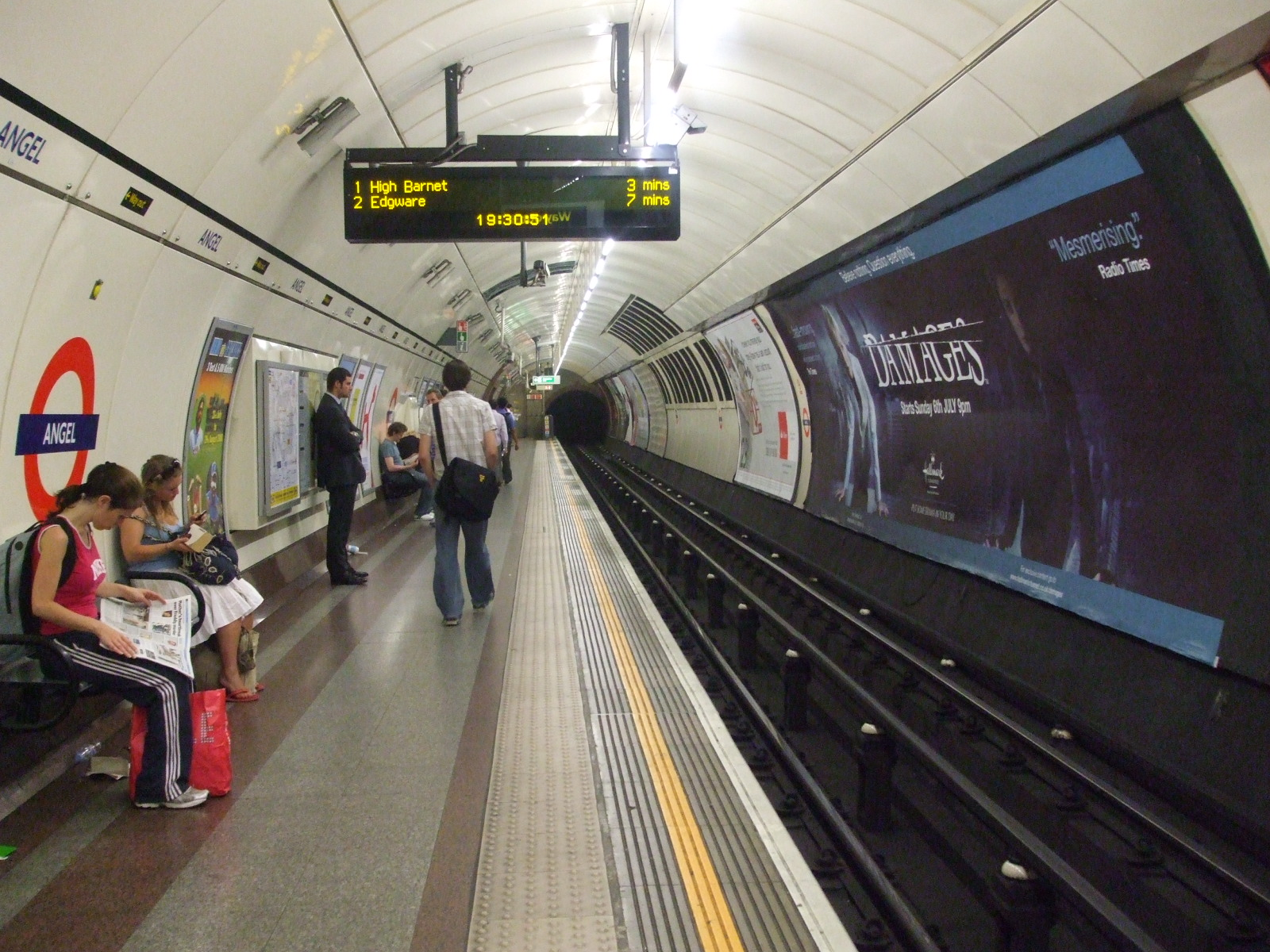
北行きホーム
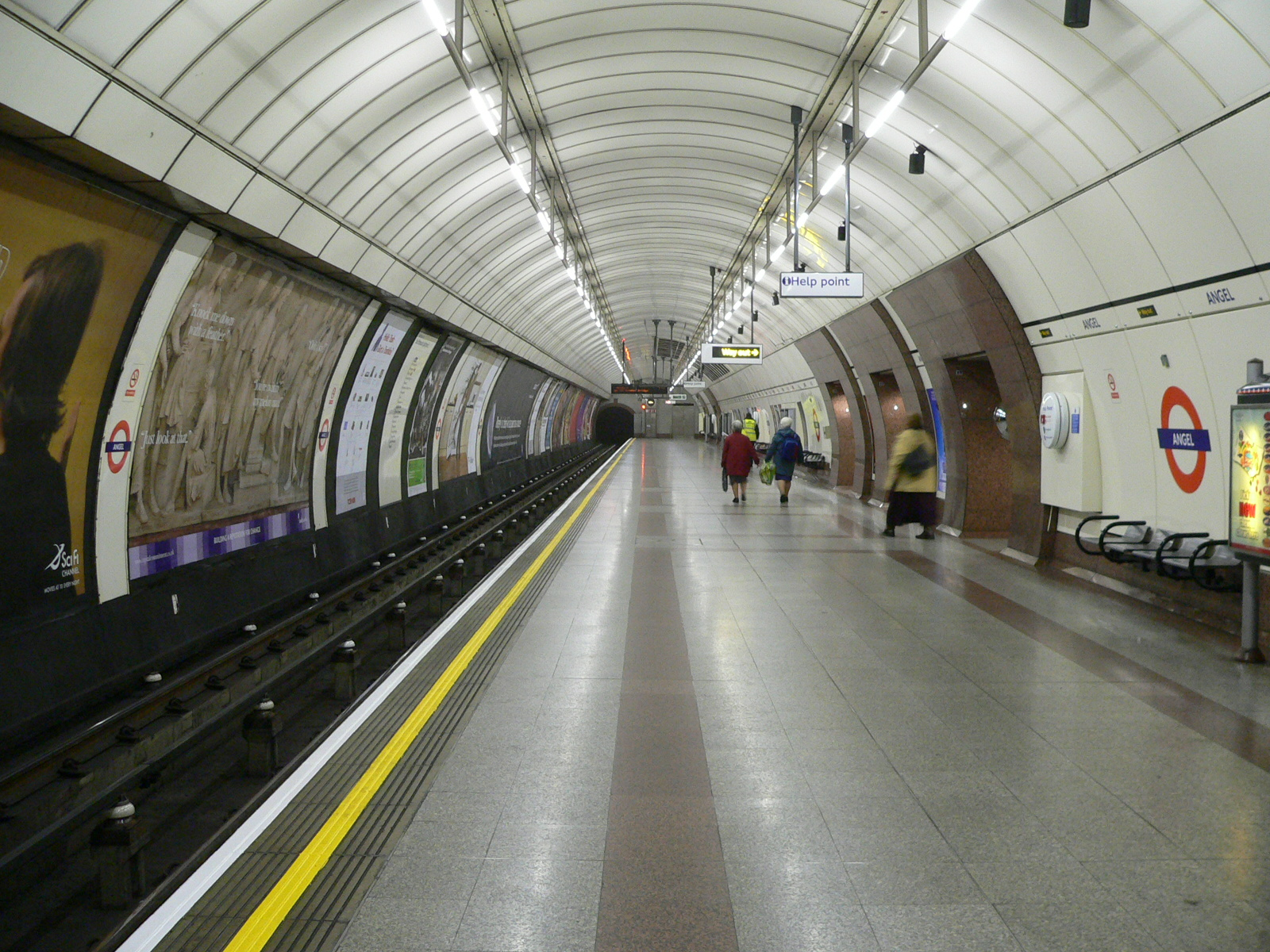
南行きホーム
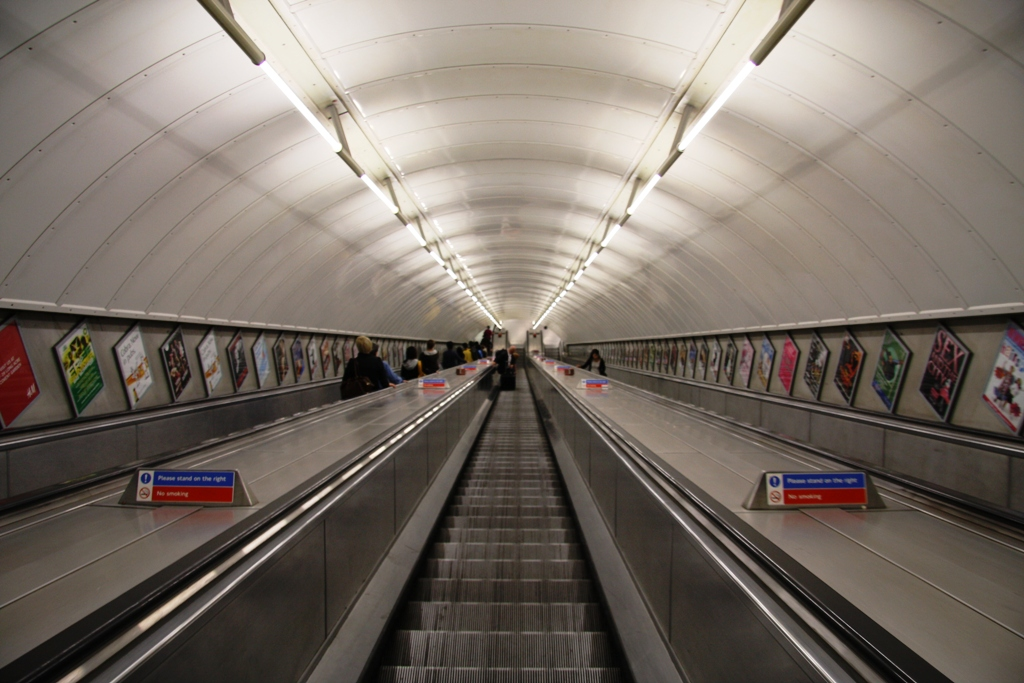
エスカレーター